# メーリス腺
メーリス腺（メーリスせん、Mehlis'gland）とは吸虫類と条虫類の雌の生殖器官の一部。卵形成腔を取り囲む単細胞の集合である。かつては卵殻腺と呼ばれていた。卵殻の形成に何らかの関与があると考えられているが、その真の役割はわかっていない。